# Архиепархия Тира (мелькитская)
Архиепархия Тира (лат. Archieparchia Tyrensis Graecorum Melkitarum) — архиепархия Мелькитской католической церкви с центром в городе Тир, Ливан. Архиепархии Тира подчиняюия архиепархии Акки, Банияса, Сидона и Триполи. Кафедральным собором архиепархии Тира является церковь святого апостола Фомы.

## История
Латинская архиепархия Тира была учреждена во время крестовых походов. После поражения крестоносцев латинская архиепархия была упразднена (в настоящее время — титулярная архиепархия Тира).
После образования Мелькитской католической церкви в 1683 году архиепархия Тира имела кафедры в Акке и Сидоне. В 1782 году архиепархия Тира передала часть своей территории новообразованной архиепархии Сидона и в 1759 году — архиепархии Акки.
После гражданской войны в Ливане большинство верующих архиепархии эмигрировали в Австралию и Канаду. В настоящее время численность верующих тирской архиепархии насчитывает 3.100 человек.

## Ординарии архиепархии
- архиепископ Евтимий Михаил Сайфи (1683 — 8.10.1723);
- архиепископ Игнатий Эль-Бейрути (1724—1752);
- архиепископ Андрей Фахури (1752—1764);
- архиепископ Партений Наамех (1766—1805);
- архиепископ Василий Аттала (1806—1809);
- архиепископ Кирилл Хаббаз (1810—1826);
- архиепископ Василий Закар (1827—1834);
- архиепископ Василий Карут (1837—1854);
- архиепископ Афанасий Саббадж (1855—1866);
- архиепископ Василий Хавам (14.04.1867 — 1886);
- архиепископ Евтимий Зульхоф (13.06.1886 — 28.11.1913);
  - Sede vacante (1913—1919);
- архиепископ Максим Сайех (30.08.1919 — 30.08.1933) — назначен архиепископом Бейрута и Библа;
- архиепископ Агапий Наум (3.11.1933 — 15.10.1965);
- архиепископ Георгий Хаддад (30.07.1965 — 31.12.1985);
  - Sede vacante (1985—1988);
- архиепископ Иоанн Ассад Хаддад (26.10.1988 — 20.06.2005);
- архиепископ Георгий Бакауни (22.06.2005 — по настоящее время).

## Источник
- Annuario Pontificio, Libreria Editrice Vaticana, Città del Vaticano, 2003, ISBN 88-209-7422-3